# ضهر الاحمر
ضهر الاحمر (به عربی: ضهر الأحمر) یک منطقهٔ مسکونی در لبنان است که در شهرستان راشیا واقع شده‌است. ضهر الاحمر ۱۰٫۱۴ کیلومتر مربع مساحت دارد ۱٬۰۸۰ متر بالاتر از سطح دریا واقع شده‌است.